# Кочиш, Ференц
Ференц Кочиш (венг.  Ferenc Kocsis); 8 июля 1953 Будапешт, Венгрия) — венгерский борец классического стиля, чемпион Олимпийских игр, чемпион мира и Европы, 11-кратный чемпион Венгрии (1973, 1975—1981 в личном первенстве и 1972, 1973, 1978 в команде).

## Биография
В 1972 году стал чемпионом Венгрии в командном первенстве, выступил на чемпионате Европы среди юниоров и остался четвёртым. В 1973 году победил на чемпионате Венгрии в личном первенстве и вошёл в состав сборной.
В 1976 году выступил на чемпионате Европы и остался лишь пятым. В 1977—1979 годах, выступая на чемпионатах мира, последовательно поднимался с третьего на первое место. В следующем году победил на Гран-при Германии.
На Летних Олимпийских играх 1980 года в Москве боролся в категории до 74 килограммов (полусредний вес). Выбывание из турнира проходило по мере накопления штрафных баллов. За чистую победу штрафные баллы не начислялись, за победу за явным преимуществом начислялось 0,5 штрафных балла, за победу по очкам 1 штрафной балл, за поражение по очкам 3 балла, поражение за явным преимуществом 3,5 балла, чистое поражение — 4 балла. Если борец набирал 6 или более штрафных баллов, он выбывал из турнира. Титул оспаривали 14 человек. К финальным схваткам Ференц Кочиш подошёл почти без штрафных баллов, и в финальной схватке с Анатолием Быковым добился дисквалификации последнего, таким образом став чемпионом олимпиады.
| Круг              | Соперник             | Страна                                    | Результат | Основание                                     | Время схватки |
| ----------------- | -------------------- | ----------------------------------------- | --------- | --------------------------------------------- | ------------- |
| 1                 | Кай Йегергард Хансен | Дания                                     | Победа    | Туше (0 штрафных баллов)                      | 4:38          |
| 2                 | Карло Касап          | Югославия                                 | Победа    | Дисквалификация соперника (0 штрафных баллов) | 7:13          |
| 3                 | Янко Шопов           | Болгария                                  | Победа    | 4-3 (1 штрафной балл)                         | 3:45          |
| 4                 | Георге Минеа         | Румыния                                   | Победа    | Туше (0 штрафных баллов)                      | 2:45          |
| 5                 | Микко Хухтала        | Финляндия                                 | Победа    | Туше (0 штрафных баллов)                      | 5:44          |
| Финал (встреча 1) | -                    | -                                         | -         | -                                             | -             |
| Финал (встреча 2) | Анатолий Быков       | Союз Советских Социалистических Республик | Победа    | Дисквалификация соперника (0 штрафных баллов) | 7:21          |

В 1981 году стал чемпионом Европы. В 1984 году на чемпионате Европы поднялся только до седьмого места и оставил карьеру, перейдя в тренеры. В 1986 году окончил физкультурный техникум, в 1991 году получил степень магистра. Тренировал в клубах Budapesti Honvéd, (1984—1986), Újpesti Dózsa (1988—1995). С 1991 по 1993 год являлся тренером сборной Венгрии, с 1995 года тренером молодёжной сборной Венгрии, с 1999 года является помощником главного тренера основной сборной. С 1996 года является председателем Сегедской федерации борьбы.
Борец года Венгрии (1978 , 1979, 1980 , 1983). 20 сентября 2013 года введён в Зал славы борьбы FILA. 
Женат на известной в Европе теннисистке Габриэлле Сабо.